# Llista de les pel·lícules catalanes més taquilleres
Aquesta llista inclou les pel·lícules catalanes més taquilleres de tots els temps. S'hi inclouen els films de producció majoritàriament catalana i rodats totalment o parcial en català a partir dels 100.000 euros de recaptació. Les xifres de taquilla corresponen a la recaptació global quan n'hi ha dades disponibles, cas en què es mostren en dòlars dels EUA. Si la recaptació és només a Espanya la xifra apareix en euros.
| Posició | Títol                                 | Recaptació global | Espectadors | Any  | Ref           |
| ------- | ------------------------------------- | ----------------- | ----------- | ---- | ------------- |
| 1       | Pa negre                              | 3.784.105$        | 439.744     | 2010 | [ 1 ]         |
| 2       | El 47                                 | 3.524.050$        | 518.749     | 2024 | [ 2 ] [ 3 ]   |
| 3       | Alcarràs                              | 3.254.862$        | 403.140     | 2022 | [ 4 ]         |
| 4       | Casa en flames                        | 3.215.194$        | 460.171     | 2024 | [ 5 ] [ 6 ]   |
| 5       | Estiu 1993                            | 3.085.754$        | 198.049     | 2017 | [ 7 ]         |
| 6       | Eva                                   | 1.292.789$        | 142.261     | 2011 | [ 8 ]         |
| 7       | La quinta del porro                   | 1.235.595€        | 1.237.461   | 1981 | [ 9 ]         |
| 8       | Bruc                                  | 1.187.515€        | 188.653     | 2010 | [ 10 ]        |
| 9       | Saben aquell                          | 915.364€          | 145.931     | 2023 | [ 11 ]        |
| 10      | La ciutat cremada                     | 764.650€          | 1.447.377   | 1976 | [ 12 ]        |
| 11      | La batalla del porro                  | 684.876€          | 619.949     | 1981 | [ 13 ]        |
| 12      | Incerta glòria                        | 637.671€          | 105.032     | 2017 | [ 14 ]        |
| 13      | La plaça del Diamant                  | 621.052€          | 503.835     | 1982 | [ 15 ]        |
| 14      | L'orgia                               | 567.549€          | 719.917     | 1978 | [ 16 ]        |
| 15      | Què t'hi jugues. Mari Pili?           | 543.053€          | 221.324     | 1991 | [ 17 ]        |
| 16      | Victòria! La gran aventura d'un poble | 521.104€          | 327.866     | 1983 | [ 18 ]        |
| 17      | Amor idiota                           | 494.314€          | 98.202      | 2004 | [ 19 ]        |
| 18      | Herois                                | 470.202€          | 76.549      | 2010 | [ 20 ]        |
| 19      | Fènix 11·23                           | 445.271€          | 66.629      | 2012 | [ 21 ]        |
| 20      | Barcelona. nit d'hivern               | 406.096€          | 62.396      | 2015 | [ 22 ]        |
| 21      | Fill de Caín                          | 397.003€          | 60.054      | 2013 | [ 23 ]        |
| 22      | Boom boom                             | 392.304€          | 188.659     | 1990 | [ 24 ]        |
| 23      | Un parell d'ous                       | 390.364€          | 235.069     | 1985 | [ 25 ]        |
| 24      | El perquè de tot plegat               | 386.240€          | 123.276     | 1995 | [ 26 ]        |
| 25      | Rastres de sàndal                     | 365.287€          | 62.262      | 2014 | [ 27 ]        |
| 26      | Excuses!                              | 343.534€          | 70.797      | 2003 | [ 28 ]        |
| 27      | Segon origen                          | 341.667€          | 56.080      | 2015 | [ 29 ]        |
| 28      | El vicari d'Olot                      | 341.378€          | 303.329     | 1981 | [ 30 ]        |
| 29      | Companys. procés a Catalunya          | 335.182€          | 361.840     | 1979 | [ 31 ]        |
| 30      | Tres dies amb la família              | 316.664€          | 54.198      | 2009 | [ 32 ]        |
| 31      | Salut i força al canut                | 304.449           | 342.441     | 1979 | [ 33 ]        |
| 32      | Amic/Amat                             | 297.817€          | 79.667      | 1998 |               |
| 33      | 10 + 2: El gran secret                | 246.656€          | 64.989      | 2001 | [ 34 ]        |
| 34      | Les distàncies                        | 234.439€          | 41.550      | 2018 | [ 35 ]        |
| 35      | Els nens salvatges                    | 224.744€          | 38.064      | 2012 | [ 36 ]        |
| 36      | El complot dels anells                | 214.956€          | 104.840     | 1988 | [ 37 ]        |
| 37      | El coronel Macià                      | 206.666€          | 41.062      | 2006 | [ 38 ]        |
| 38      | Carícies                              | 206.098€          | 59.017      | 1997 | [ 39 ]        |
| 39      | Barcelona. nit d'estiu                | 202.033€          | 32.293      | 2013 | [ 40 ]        |
| 40      | Cher ami                              | 198.216€          | 43.968      | 2009 | [ 41 ]        |
| 41      | Creatura                              | 212.125€          | 36.839      | 2023 | [ 42 ]        |
| 42      | Els dies que vindran                  | 195.385€          | 35.803      | 2019 | [ 43 ]        |
| 43      | Havanera 1820                         | 193.994€          | 82.724      | 1993 | [ 44 ]        |
| 44      | Any de Gràcia                         | 192.031€          | 33.772      | 2011 | [ 45 ]        |
| 45      | V.O.S.                                | 189.695€          | 31.297      | 2009 | [ 46 ]        |
| 46      | Ho sap el ministre?                   | 180.892€          | 73.928      | 1991 | [ 47 ]        |
| 47      | La propera pell                       | 177.785€          | 37.964      | 2016 | [ 48 ]        |
| 48      | El bosc                               | 177.353€          | 30.171      | 2012 | [ 49 ]        |
| 49      | Tots volem el millor per a ella       | 174.845€          | 30.669      | 2013 | [ 50 ]        |
| 50      | Catalunya über alles!                 | 173.040€          | 28.179      | 2011 | [ 51 ]        |
| 51      | Escape Room: La pel·lícula            | 172.313€          | 26.767      | 2022 | [ 52 ]        |
| 52      | Suro                                  | 147.263€          | 24.604      | 2022 | [ 53 ] [ 54 ] |
| 53      | Actrius                               | 165.174€          | 47.180      | 1996 | [ 55 ]        |
| 54      | L'adopció                             | 159.086€          | 29.629      | 2015 | [ 56 ]        |
| 55      | La vida abismal                       | 157.286€          | 29.033      | 2006 | [ 57 ]        |
| 56      | Sis dies corrents                     | 157.124€          | 27.100      | 2021 | [ 58 ]        |
| 57      | Morir (o no)                          | 152.130€          |             | 2000 | [ 59 ]        |
| 58      | Peraustrínia 2004                     | 143.154€          | 80.389      | 1989 | [ 60 ]        |
| 59      | Myway                                 | 137.841€          | 28.094      | 2007 | [ 61 ]        |
| 60      | Joves                                 | 136.404€          | 27.241      | 2004 | [ 62 ]        |
| 61      | Gala                                  | 136.389€          | 26.097      | 2003 | [ 63 ]        |
| 62      | Rateta. rateta                        | 135.543€          | 62.288      | 1990 | [ 64 ]        |
| 63      | Forasters                             | 135.180€          | 23.540      | 2008 | [ 65 ]        |
| 64      | Trash                                 | 131.995€          | 21.356      | 2009 | [ 66 ]        |
| 65      | Puta misèria!                         | 131.605€          | 67.524      | 1989 |               |
| 66      | Honor de cavalleria                   | 130.427€          | 22.503      | 2006 | [ 67 ]        |
| 67      | Barcelona (un mapa)                   | 129.111€          | 23.571      | 2007 | [ 68 ]        |
| 68      | Els encantats                         | 126.740€          | 21.021      | 2023 | [ 69 ] [ 70 ] |
| 69      | Eloïse                                | 123.326€          | 20.638      | 2009 | [ 71 ]        |
| 70      | Road Spain                            | 121.495€          | 20.675      | 2007 | [ 72 ]        |
| 71      | La teranyina                          | 113.964€          | 50.345      | 1990 | [ 73 ]        |
| 72      | La innocència                         | 113.506€          | 20.914      | 2019 | [ 74 ]        |
| 73      | Mil cretins                           | 109.314€          | 18.546      | 2010 | [ 75 ]        |
| 74      | Despertaferro                         | 108.010€          | 56.784      | 1990 | [ 76 ]        |
| 75      | La vampira de Barcelona               | 104.323€          | 15.866      | 2020 | [ 77 ]        |

## Llista de pel·lícules catalanes amb més recaptació per any
Anotacions: 
- El llistat següent només comptabilitza les pel·lícules íntegrament en català, tot i que per informació addicional afegeix aquelles en què el català apareix en un 50%, percentatge mínim per a subvencions.
- S'entén recaptació estatal tenint en compte el país de producció. Així i tot. Andorra comparteix mercat amb Espanya, per tant, la recaptació d'una pel·lícula de producció únicament andorrana inclouria la de l'estat espanyol, atès que són les dades que es fan públic.
- El Canadà i els Estats Units comparteixen mercat (i, per tant, estrenes), la recaptació en els Estats Units inclou el Canadà.

### 2024
| Posició | Títol                 | Recaptació estatal | Espectadors | Recaptació mundial | Estrena     | Anotacions | Ref    |
| ------- | --------------------- | ------------------ | ----------- | ------------------ | ----------- | ---------- | ------ |
| 1       | Mamífera (pel·lícula) | 34.900€            |             |                    | 26 d'abril  |            |        |
| 2       | Canigó 1883           | 22.477€            | 3.498       |                    | 17 de gener |            | [ 78 ] |
| 3       | L'home dels nassos    | 16.077€            | 2.546       |                    | 16 de gener |            | [ 79 ] |
|         | Un sol radiant        |                    |             |                    | 17 de maig  |            |        |
|         | Escanyapobres         |                    |             |                    |             |            |        |
|         | Casa en flames        |                    |             |                    | 28 de juny  |            |        |

### 2023
| Posició | Títol               | Recaptació estatal | Espectadors | Recaptació mundial | Estrena        | Anotacions                                    | Ref           |
| ------- | ------------------- | ------------------ | ----------- | ------------------ | -------------- | --------------------------------------------- | ------------- |
| 1       | Saben aquell        | 915.364€           | 145.931     |                    | 1 de novembre  | Part en castellà.                             | [ 11 ]        |
| 2       | Creatura            | 212.125€           | 36.839      |                    | 30 d'agost     |                                               | [ 80 ]        |
| 3       | Els encantats       | 126.740€           | 21.021      |                    | 2 de juny      |                                               | [ 69 ] [ 70 ] |
| 4       | El fred que crema   | 76.760€            | 12.775      |                    | 30 de gener    | Coproducció amb Andorra (20% del pressupost). | [ 81 ]        |
| 5       | Un cel de plom      | 97.547€            | 16.549      |                    | 28 d'abril     |                                               | [ 82 ]        |
|         | La imatge permanent | 10.927€            | 2.009       |                    | 17 de novembre |                                               | [ 83 ]        |
|         | Unicorns            | 17.781€            | 3.172       |                    | 19 de maig     | Pel·lícula en castellà amb català minoritari. | [ 70 ] [ 84 ] |

### 2022
| Posició | Títol                      | Recaptació estatal | Espectadors | Recaptació mundial | Estrena       | Anotacions | Ref           |
| ------- | -------------------------- | ------------------ | ----------- | ------------------ | ------------- | --- | ------------- |
| 1       | Alcarràs                   | 2.400.765€         | 402.402     | $3.254.862         | 29 d'abril    | En cinemes fins al 2 d'abril de 2023. Breu reestrena en un cinema el 28 d'abril. 49 setmanes consecutives en cinemes. Estrenada a els Estats Units (41.000). Països Baixos (161.000). França (126.000). Italia (116.000). Regne Unit (50.000). Noruega (34.000). Romania (14.000). Portugal 14.000). Eslovenia (4.600). Islandia (2.300). Corea del Sud (32.000) i Rússia (i el CEI) (10.000) | [ 85 ] [ 86 ] |
| 2       | Escape Room: La pel·lícula | 172.313€           | 26.767      |                    |               | | [ 52 ]        |
| 3       | Suro                       | 147.263€           | 24.604      |                    | 2 de desembre | En cinemes fins al 2 de juliol de 2023. 31 setmanes no consecutives en cinemes. | [ 53 ] [ 54 ] |
| 4       | Tros                       | 31.809.75          | 5.259       |                    | 25 de febrer  | En cinemes 9 setmanes no consecutives; fins al 24 d'abril. | [ 87 ] [ 88 ] |

### 2021
| Posició | Títol             | Recaptació estatal | Espectadors | Recaptació mundial | Estrena        | Anotacions                           | Ref           |
| ------- | ----------------- | ------------------ | ----------- | ------------------ | -------------- | ------------------------------------ | ------------- |
| 1       | Sis dies corrents | 169.534€           | 27.100      |                    | 3 de desembre  |                                      | [ 69 ] [ 70 ] |
| 2       | El ventre del mar | 12.937€            | 2.526       |                    | 12 de novembre |                                      |               |
| 3       | El que sabem      | 6.835€             | 1.175       |                    | 18 de novembre | Pel·lícula en la variant valenciana. | [ 89 ]        |

### 2020
| Posició | Títol                   | Recaptació estatal | Espectadors | Recaptació mundial | Estrena        | Anotacions                                                                                 | Ref           |
| ------- | ----------------------- | ------------------ | ----------- | ------------------ | -------------- | ------------------------------------------------------------------------------------------ | ------------- |
|         | La innocència           | 114.143€           | 20.914      |                    | 10 de gener    | Pel·lícula en català i castellà. En cinemes 9 setmanes no consecutives; fins al 8 de març. | [ 90 ]        |
| 1       | La vampira de Barcelona | 104.323€           | 15.866      | 110.095€           | 4 desembre     | Es va estrenar el 28 de setembre de 2022 a França. amb un total de 5.772€.                 | [ 91 ] [ 92 ] |
| 2       | Terra de telers         | 24.143€            | 4.057       |                    | 11 de desembre |                                                                                            | [ 93 ]        |
| 3       | Les dues nits d'ahir    | 12.195€            | 2.121       |                    | 27 de novembre |                                                                                            | [ 94 ] [ 95 ] |

### 2019
| Posició | Títol                              | Recaptació estatal | Espectadors | Recaptació mundial | Estrena        | Anotacions | Ref             |
| ------- | ---------------------------------- | ------------------ | ----------- | ------------------ | -------------- | --- | --------------- |
| 1       | Els dies que vindran               | 195.642€           | 35.803      |                    | 28 de juny     | En cinemes 4 setmanes no consecutives; fins al 14 de juliol amb una reestrena el 7 de febrer de 2020.                            | [ 96 ] [ 97 ]   |
| 2       | La vida sense la Sara Amat         | 55.764€            | 9.809       |                    | 12 de juliol   | En cinemes 3 setmanes no consecutives; fins al 21 de juliol originalment i amb una reestrena el d'una setmana el 15 de novembre. | [ 98 ]          |
| 3       | El viatge de la Marta (Staff Only) | 37.693€            | 7.840       |                    | 25 d'octubre   | En cinemes 10 setmanes no consecutives; fins al 12 de gener de 2020                                                              | [ 99 ]          |
| 4       | Les Perseides                      | 3.308€             | 569         |                    | 5 de desembre  | En cinemes 3 setmanes consecutives; fins al 22 de desembre.                                                                      | [ 100 ]         |
| 5       | Ardara                             | 1.645€             | 328         |                    | 22 de novembre | | [ 101 ]         |
| 6       | Sant Martí                         | 572€               | 97          |                    |                | Preestrena al Cine Texas. Estrena comercial a Girona el 22 de març i a Tarragona el 25.                                          | [ 102 ] [ 103 ] |
|         | La filla d'algú                    |                    |             |                    | 24 de maig     | Estrenada únicament al Cine Texas.                                                                                               | [ 104 ]         |
|         | Suc de sindria                     | 612€               | 153         |                    |                | Curtmetratge. | [ 105 ]         |

### 2018
| Posició | Títol                                | Recaptació estatal | Espectadors | Recaptació mundial | Estrena       | Anotacions                                                                                            | Ref                   |
| ------- | ------------------------------------ | ------------------ | ----------- | ------------------ | ------------- | --- | --------------------- |
| 1       | Les distàncies                       | 234.439€           | 41.550      |                    | 7 de setembre | En cinemes 4 setmanes no consecutives; fins al 14 de juliol amb una reestrena el 7 de febrer de 2020. | [ 96 ] [ 97 ] [ 106 ] |
| 2       | Jean-François i el sentit de la vida | 18.057€            | 3.288       |                    | 6 de juliol   | Coproducció amb França (10%)                                                                          | [ 107 ]               |
| 3       | La vida lliure                       | 13.588€            | 2473        |                    | 2 de març     | Producció de 2017. En mallorquí.                                                                      | [ 108 ] [ 109 ]       |
| 4       | Yo la busco                          | 4.709€             | 1.024       |                    | 17 d'abril    | Breus interaccions en castellà.                                                                       | [ 110 ]               |

### 2017
| Posició | Títol          | Recaptació estatal | Espectadors | Recaptació mundial | Estrena     | Anotacions | Ref                    |
| ------- | -------------- | ------------------ | ----------- | ------------------ | ----------- | --- | ---------------------- |
| 1       | Estiu 1993     | 1.200.511€         | 198.049     | $2.989.015         | 30 de juny  | Estrenada també a França (81.900). Països Baixos (41.900). Noruega (20.000). Turquia (9.000). Regne Unit (6.000). Portugal (5.900). Romania (2.900). Islàndia (1.400). Lituània (528). Austràlia (212.500). Corea del sud (21.000). Estats Units (185.900). Colòmbia (22.000). Argentina (16.000). Uruguai (12.000). Xifres en dòlars americans. | [ 97 ] [ 111 ] [ 112 ] |
| 2       | Incerta glòria | 637.671€           | 105.032     |                    | 17 de març  | | [ 14 ] [ 113 ]         |
| 3       | Júlia ist      | 63.884€            | 11.819      |                    | 16 de juny  | | [ 114 ] [ 115 ]        |
| 4       | Pàtria         | 45.879€            | 7.376       |                    | 9 de juny   | | [ 116 ]                |
|         | Sotabosc       | 568€               | 106         |                    | 4 d'octubre | Producció en català i castellà per alumnes de l'ESCAC. | [ 117 ]                |

### 2016
| Posició | Títol                  | Recaptació estatal | Espectadors | Recaptació mundial | Estrena        | Anotacions | Ref     |
| ------- | ---------------------- | ------------------ | ----------- | ------------------ | -------------- | --- | ------- |
| 1       | La propera pell        | 177.785€           | 37.964      |                    | 21 d'octubre   | Coproducció amb Suïssa (27%).                                                                                       | [ 48 ]  |
| 2       | El rei borni           | 39.538€            | 6.838       |                    | 20 de maig     | Es van rodar dues versions de forma paral·lela amb al mateix equip i actors; una en català i una altra en castellà. |         |
| 3       | Les amigues de l'Àgata | 17.064€            | 3.099       |                    | 10 de juny     | | [ 118 ] |
| 4       | La millor opció        | 7.039€             | 1.244       |                    | 2 de desembre  | | [ 119 ] |
| 5       | La pols                | 1.245€             | 246         |                    | 25 de novembre | | [ 120 ] |

### 2015
| Posició | Títol                               | Recaptació estatal | Espectadors | Recaptació mundial | Estrena        | Anotacions | Ref            |
| ------- | ----------------------------------- | ------------------ | ----------- | ------------------ | -------------- | --- | -------------- |
| 1       | Barcelona. nit d'hivern             | 406.096€           | 62.396      | $535.025           | 4 de desembre  | Algunes publicacions la citen com la més taquillera del 2016 al haver fet gran part del seu recorregut en cinemes durant el citat any. També estrenada a Turquia (3.400). Tailandia (19.800) i Rússia (i el CEI) (37.000). Xifres en dòlars americans. | [ 22 ] [ 122 ] |
| 2       | Segon origen                        | 341.667€           | 56.080      |                    | 9 d'octubre    | Coproducció amb Regne Unit (29%). | [ 29 ]         |
| 3       | L'adopció                           | 159.086€           | 29.629      |                    | 13 de novembre | | [ 56 ]         |
| 4       | Un dia perfecte per volar           | 14.981€            | 2.708       |                    |                | | [ 123 ]        |
| 5       | El camí més llarg per tornar a casa | 11.386€            | 2.440       |                    |                | | [ 124 ]        |
| 6       | El virus de la por                  | 8.355€             | 2.040       |                    |                | | [ 125 ]        |
| 7       | Sonata per a violoncel              | 8.012€             | 1.413       |                    |                | | [ 126 ]        |

## Les més taquilleres de cada any (1968-2023)
| Any  | Títol                                                              | Taquilla   | Entrades venudes |
| ---- | ------------------------------------------------------------------ | ---------- | ---------------- |
| 2023 | Saben aquell                                                       | 915.364€   | 145.931          |
| 2022 | Alcarràs                                                           | 2.400.765€ | 403.140          |
| 2021 | Sis dies corrents                                                  | 157.124€   | 27.100           |
| 2020 | La innocència                                                      | 113.506€   | 20.914           |
| 2019 | Els dies que vindran                                               | 195.385€   | 35.803           |
| 2018 | Les distàncies                                                     | 234.439€   | 41.550           |
| 2017 | Estiu 1993                                                         | 1.200.511€ | 198.049          |
| 2016 | La propera pell                                                    | 177.785€   | 37.964           |
| 2015 | Barcelona. nit d'hivern                                            | 406.096€   | 62.396           |
| 2014 | Rastres de sàndal                                                  | 365.287€   | 62.262           |
| 2013 | Fill de Caín                                                       | 397.003€   | 60.054           |
| 2012 | Fènix 11·23                                                        | 445.271€   | 66.629           |
| 2011 | Eva                                                                | 904.675€   | 142.261          |
| 2010 | Pa negre                                                           | 2.680.155€ | 439.744          |
| 2009 | Tres dies amb la família                                           | 316.664€   | 54.198           |
| 2008 | Forasters                                                          | 135.180€   | 23.540           |
| 2007 | Myway                                                              | 137.841€   | 28.094           |
| 2006 | El coronel Macià                                                   | 206.666€   | 41.062           |
| 2004 | Amor idiota                                                        | 494.314€   | 98.202           |
| 2003 | Excuses!                                                           | 343.534€   | 70.797           |
| 2001 | 10 + 2: El gran secret                                             | 246.656€   | 64.989           |
| 2000 | Morir (o no)                                                       | 152.130€   |                  |
| 1998 | Amic/Amat                                                          | 297.817€   | 79.667           |
| 1997 | Carícies                                                           | 206.098€   | 59.017           |
| 1996 | Actrius                                                            | 165.174€   | 47.180           |
| 1995 | El perquè de tot plegat                                            | 386.240€   | 123.276          |
| 1994 |                                                                    |            |                  |
| 1993 | Havanera 1820                                                      | 193.994€   | 82.724           |
| 1992 |                                                                    |            |                  |
| 1991 | Què t'hi jugues. Mari Pili?                                        | 543.053€   | 221.324          |
| 1990 | Boom boom                                                          | 392.304€   | 188.659          |
| 1989 | Peraustrínia 2004                                                  | 143.154€   | 80.389           |
| 1988 | El complot dels anells                                             | 214.956€   | 104.840          |
| 1985 | Un parell d'ous                                                    | 390.364€   | 235.069          |
| 1983 | Victòria! La gran aventura d'un poble                              | 521.104€   | 327.866          |
| 1982 | La plaça del Diamant                                               | 621.052€   | 503.835          |
| 1981 | La quinta del porro                                                | 1.235.595€ | 1.237.461        |
| 1979 | Companys. procés a Catalunya                                       | 335.182€   | 361.840          |
| 1978 | L'orgia                                                            | 567.549€   | 719.917          |
| 1976 | La ciutat cremada                                                  | 764.650€   | 1.447.377        |
| 1968 | En Baldiri de la costa (també coneguda com El Baldiri de la costa) | 69.414€    | 520.740          |